# Ranoidea wilcoxii
Ranoidea wilcoxii – gatunek płaza bezogonowego z podrodziny Pelodryadinae w rodzinie rzekotkowatych (Hylidae). 
Żaby te występują na wschodnim wybrzeżu Australii na terenie stanów Queensland i Nowa Południowa Walia.